# Lupinsläktet
Lupinsläktet (Lupinus) ingår i familjen ärtväxter. Släktet har cirka 200 arter,  de flesta från Nord- och Sydamerika (med undersläktet Platycarpos), men finns även vildväxande i Medelhavsområdet (med undersläktet Lupinus). Amerikanska lupiner växer sedan 1900-talet i stora delar av Europa, bland annat i Sverige, och anses vara invasiva arter.

## Beskrivning
Flera odlas som dekorativa trädgårdsväxter i Sverige och det finns många hybrider och sorter. De är inte ätliga, men det finns arter som odlas och tröskas för att användas som proteinfoder till husdjur. I Sverige förekommer blomsterlupin och sandlupin förvildade. Doftlupin används i det peruanska köket, till exempel i ceviche. Även vitlupin används som livsmedel i andra länder. Dessa har hög proteinhalt men även alkaloider i sådan mängd att måttlighet i konsumtionen är påkallad. En blåfärgad lupin (Lupinus mutabilis) odlas och används som livsmedel av ursprungsbefolkningen i högländerna i Ecuador.
De flesta arterna är ett- eller tvååriga örter men det finns även några halvbuskar och buskar. Liksom de flesta övriga ärtväxter binder lupiner luftens kväve (med hjälp av mikroorganismer i roten) till jorden och kan därför användas som gröngödslingsväxter. Lupiner har en lång och kraftig pålrot och omvänt paraplyformade blad som sparar varje daggdroppe. De gillar vatten, men klarar på grund av rotens och bladens utformning längre torka. Ibland överlever roten torkan, medan resten vissnar. Lupiner älskar även sol, ljus och värme.
Lupinsläktet blad är karaktäristiska och lätta att känna igen. De är mjuka och gröna och djupt handflikiga med mellan 5 och 16 avlånga småblad som alla utgår från ett gemensamt skaft, så de påminner ofta om en palm i miniatyr. Blommorna sitter i täta, toppställda klasar, det vill säga överst på stjälkarna. Det förekommer en mängd blomfärger, bland annat blå, lila, rosa, vit och orange i kombinationer. Doften är svagt men ljuvt syrlig. Frukten är en luden balja som innehåller många frön. Fröna är mycket hårda och måste blötläggas över natten före sådd. Lupinens frön innehåller giftiga ämnen, liksom fröna hos många andra vilda baljväxter. Lupinbönor i form av gula frön från Lupinus släktet, oftast Lupinus luteus ("gul Lupin"), är dock ett vanligt livsmedel i Medelhavsområdet och Latinamerika och äts mest inlagd som mellanmål (pickled snack). De måste vara beredda på rätt sätt annars så finns det risk för lupin-förgiftning.
Från lupinens frön framställs även lupinmjöl som används i vissa livsmedel, bland annat glutenfri pasta. Då en del av växtens proteiner kan utlösa allergiska reaktioner måste det på förpackade produkter anges att de innehåller lupin, liksom restauranger måste kunna upplysa om förekomsten i tillagade rätter.

## Miljöpåverkan
I Sverige har förvildade amerikanska lupiner sedan år 1900 fått sådan spridning att de lokalt anses hota den biologiska mångfalden. Detta gäller såväl i fråga om andra växter som andra insekter, då de tränger ut ängsblommor och insekter längs vägkanterna dit dessa i sin tur sökt sig då ängsmarker under andra halvan av 1900-talet planterats med skog.

## Lupiner inom kulturen
De två Monty Python-sketcherna om den fiktive folkhjälten och stråtrövaren (året är 1747) Dennis Moore centreras kring lupiner som enligt vissa är en åtråvärd växt. Moore avtvingar adeln deras gömda förråd av lupiner (medan han till en början är mindre intresserad av deras juveler och guld), vilka han sedan skänker till landsbygdens fattigaste invånare. Det råder olika åsikter om lupinernas användbarhet; i vilket fall som helst anser de hungriga backstugusittarna inte att lupiner i längden kan ersätta normal föda.

## Dottertaxa till Lupiner, i alfabetisk ordning[1]
- Lupinus aberrans
- Lupinus abramsii
- Lupinus acopalcus
- Lupinus adsurgens
- Lupinus affinis
- Lupinus agardhianus
- Lupinus alaristatus
- Lupinus albert-smithianus
- Lupinus albescens
- Lupinus albicaulis
- Lupinus albifrons
- Lupinus albosericeus
- Lupinus albus
- Lupinus aliamandus
- Lupinus aliattenuatus
- Lupinus alibicolor
- Lupinus alipatulus
- Lupinus alirevolutus
- Lupinus allargyreius
- Lupinus alopecuroides
- Lupinus alpestris
- Lupinus altimontanus
- Lupinus altiplani
- Lupinus amabayensis
- Lupinus amandus
- Lupinus amboensis
- Lupinus ammophilus
- Lupinus amnis-otuni
- Lupinus amphibius
- Lupinus ananeanus
- Lupinus andersonii
- Lupinus angustiflorus
- Lupinus angustifolius
- Lupinus antoninus
- Lupinus apertus
- Lupinus appositus
- Lupinus arboreus
- Lupinus arbustus
- Lupinus archeranus
- Lupinus arcticus
- Lupinus arenarius
- Lupinus arequipensis
- Lupinus argenteus
- Lupinus argurocalyx
- Lupinus aridulus
- Lupinus aridus
- Lupinus ariste-josephii
- Lupinus arizonicus
- Lupinus arvensis
- Lupinus aschenbornii
- Lupinus asplundianus
- Lupinus atlanticus
- Lupinus atropurpureus
- Lupinus attenuatus
- Lupinus aureonitens
- Lupinus austrobicolor
- Lupinus austrosericeus
- Lupinus bakeri
- Lupinus ballianus
- Lupinus bandelierae
- Lupinus bangii
- Lupinus barbatilabius
- Lupinus barkeri
- Lupinus benthamii
- Lupinus bicolor
- Lupinus bingenensis
- Lupinus bogotensis
- Lupinus bolivianus
- Lupinus bonplandius
- Lupinus boyacensis
- Lupinus brachypremnon
- Lupinus bracteolaris
- Lupinus breweri
- Lupinus brevicaulis
- Lupinus brevior
- Lupinus breviscapus
- Lupinus bryoides
- Lupinus buchtienii
- Lupinus burkei
- Lupinus burkeri
- Lupinus cacuminis
- Lupinus caespitosus
- Lupinus caldasensis
- Lupinus camiloanus
- Lupinus campestris
- Lupinus carazensis
- Lupinus carchiensis
- Lupinus cardenasianus
- Lupinus carhuamayus
- Lupinus carlos-ochoae
- Lupinus carpapaticus
- Lupinus carrikeri
- Lupinus caucensis
- Lupinus caudatus
- Lupinus cavicaulis
- Lupinus celsimontanus
- Lupinus cervinus
- Lupinus chachas
- Lupinus chamissonis
- Lupinus chavanillensis
- Lupinus chipaquensis
- Lupinus chlorolepis
- Lupinus chocontensis
- Lupinus chrysanthus
- Lupinus chrysocalyx
- Lupinus citrinus
- Lupinus clarkei
- Lupinus colcabambensis
- Lupinus colombiensis
- Lupinus compactiflorus
- Lupinus comptus
- Lupinus concinnus
- Lupinus condensiflorus
- Lupinus confertus
- Lupinus congdonii
- Lupinus conicus
- Lupinus constancei
- Lupinus cookianus
- Lupinus coriaceus
- Lupinus cosentinii
- Lupinus costaricensis
- Lupinus covillei
- Lupinus crassus
- Lupinus croceus
- Lupinus crotalarioides
- Lupinus crucis-viridis
- Lupinus cuatrecasasii
- Lupinus culbertsonii
- Lupinus cumulicola
- Lupinus cusickii
- Lupinus cuspidatus
- Lupinus cuzcensis
- Lupinus cymboides
- Lupinus czermakii
- Lupinus dalesae
- Lupinus decurrens
- Lupinus densiflorus
- Lupinus depressus
- Lupinus diffusus
- Lupinus digitatus
- Lupinus disjunctus
- Lupinus dorae
- Lupinus dotatus
- Lupinus duranii
- Lupinus dusenianus
- Lupinus eanophyllus
- Lupinus elatus
- Lupinus elegans
- Lupinus ellsworthianus
- Lupinus elmeri
- Lupinus eramosus
- Lupinus erectifolius
- Lupinus eriocladus
- Lupinus evermannii
- Lupinus exaltatus
- Lupinus excubitus
- Lupinus exochus
- Lupinus expetendus
- Lupinus falsomutabilis
- Lupinus falsorevolutus
- Lupinus famelicus
- Lupinus fiebrigianus
- Lupinus fieldii
- Lupinus fissicalyx
- Lupinus flavoculatus
- Lupinus foliolosus
- Lupinus formosus
- Lupinus francis-whittieri
- Lupinus fratrum
- Lupinus fulcratus
- Lupinus gachetensis
- Lupinus garfieldensis
- Lupinus gaudichaudianus
- Lupinus gayanus
- Lupinus gibertianus
- Lupinus giganteus
- Lupinus glabratus
- Lupinus goodspeedii
- Lupinus gormanii
- Lupinus gracilentus
- Lupinus grayi
- Lupinus grisebachianus
- Lupinus guadalupensis
- Lupinus guaraniticus
- Lupinus guascensis
- Lupinus guggenheimianus
- Lupinus hamaticalyx
- Lupinus hartmannii
- Lupinus hartwegii
- Lupinus hautcarazensis
- Lupinus havardii
- Lupinus hazenanus
- Lupinus herreranus
- Lupinus herzogii
- Lupinus hillii
- Lupinus hinkleyorum
- Lupinus hirsutissimus
- Lupinus hispanicus
- Lupinus holmgrenianus
- Lupinus horizontalis
- Lupinus hornemanni
- Lupinus hortorum
- Lupinus howardii
- Lupinus huachucanus
- Lupinus huariacus
- Lupinus huaronensis
- Lupinus hyacinthinus
- Lupinus hybridus
- Lupinus imminutus
- Lupinus insignis
- Lupinus interruptus
- Lupinus inyoensis
- Lupinus jean-julesii
- Lupinus jelskianus
- Lupinus johannis-howellii
- Lupinus jonesii
- Lupinus juninensis
- Lupinus kalenbornorum
- Lupinus kellermanianus
- Lupinus killipianus
- Lupinus kingii
- Lupinus klamathensis
- Lupinus kunthii
- Lupinus kuschei
- Lupinus laetus
- Lupinus laevigatus
- Lupinus lagunae-negrae
- Lupinus lanatocarpus
- Lupinus lanatus
- Lupinus lapidicola
- Lupinus latifolius
- Lupinus laudandrus
- Lupinus lechlerianus
- Lupinus ledigianus
- Lupinus lemmonii
- Lupinus lepidus
- Lupinus leptocarpus
- Lupinus leptophyllus
- Lupinus lespedezoides
- Lupinus leucophyllus
- Lupinus lindenianus
- Lupinus lindleyanus
- Lupinus linearis
- Lupinus littoralis
- Lupinus lobbianus
- Lupinus longifolius
- Lupinus lorenzensis
- Lupinus ludovicianus
- Lupinus luetzelburgianus
- Lupinus luteolus
- Lupinus lutescens
- Lupinus luteus
- Lupinus lyallii
- Lupinus macbrideianus
- Lupinus maculatus
- Lupinus madrensis
- Lupinus magdalenensis
- Lupinus magnificus
- Lupinus magnistipulatus
- Lupinus malacophyllus
- Lupinus malacotrichus
- Lupinus mandonanus
- Lupinus mantaroensis
- Lupinus martensis
- Lupinus mathewsianus
- Lupinus meionanthus
- Lupinus melaphyllus
- Lupinus meridanus
- Lupinus metensis
- Lupinus mexicanus
- Lupinus michelianus
- Lupinus micranthus
- Lupinus microcarpus
- Lupinus microphyllus
- Lupinus minimus
- Lupinus mirabilis
- Lupinus misticola
- Lupinus mollendoensis
- Lupinus mollis
- Lupinus monserratensis
- Lupinus montanus
- Lupinus monticola
- Lupinus mucronulatus
- Lupinus muelleri
- Lupinus multiflorus
- Lupinus munzianus
- Lupinus mutabilis
- Lupinus nanus
- Lupinus neomexicanus
- Lupinus nepubescens
- Lupinus nevadensis
- Lupinus niederleinianus
- Lupinus nipomensis
- Lupinus niveus
- Lupinus nootkatensis
- Lupinus notabilis
- Lupinus nubigenus
- Lupinus nubilorum
- Lupinus obscurus
- Lupinus obtusilobus
- Lupinus ochoanus
- Lupinus odoratus
- Lupinus onustus
- Lupinus oquendoanus
- Lupinus oreganus
- Lupinus oreophilus
- Lupinus ornatus
- Lupinus oscar-haughtii
- Lupinus otto-buchtienii
- Lupinus otto-kuntzeanus
- Lupinus otuzcoensis
- Lupinus ovalifolius
- Lupinus pachanoanus
- Lupinus pachitensis
- Lupinus pachylobus
- Lupinus padre-crowleyi
- Lupinus palaestinus
- Lupinus pallidus
- Lupinus paniculatus
- Lupinus paraguariensis
- Lupinus paranensis
- Lupinus parviflorus
- Lupinus parvifolius
- Lupinus paucartambensis
- Lupinus pearceanus
- Lupinus peirsonii
- Lupinus perblandus
- Lupinus perbonus
- Lupinus perennis
- Lupinus perissophytus
- Lupinus persistens
- Lupinus peruvianus
- Lupinus pickeringii
- Lupinus pilosus
- Lupinus pinguis
- Lupinus pipersmithianus
- Lupinus piurensis
- Lupinus plattensis
- Lupinus polycarpus
- Lupinus polyphyllus
- Lupinus poopoensis
- Lupinus popayanensis
- Lupinus praealtus
- Lupinus praestabilis
- Lupinus praetermissus
- Lupinus pratensis
- Lupinus princei
- Lupinus pringlei
- Lupinus proculaustrinus
- Lupinus prostratus
- Lupinus protrusus
- Lupinus prouvensalanus
- Lupinus prunophilus
- Lupinus pubescens
- Lupinus pulloviridus
- Lupinus pulvinaris
- Lupinus punto-reyesensis
- Lupinus puracensis
- Lupinus purdieanus
- Lupinus purosericeus
- Lupinus pusillus
- Lupinus pycnostachys
- Lupinus radiatus
- Lupinus ramosissimus
- Lupinus reflexus
- Lupinus regalis
- Lupinus regnellianus
- Lupinus reineckianus
- Lupinus revolutus
- Lupinus richardianus
- Lupinus rivularis
- Lupinus romasanus
- Lupinus roseolus
- Lupinus rotundiflorus
- Lupinus ruber
- Lupinus rubriflorus
- Lupinus ruizensis
- Lupinus rupestris
- Lupinus rusbyanus
- Lupinus russellianus
- Lupinus sabinianus
- Lupinus sabinii
- Lupinus santanderensis
- Lupinus sarmentosus
- Lupinus saxatilis
- Lupinus saxosus
- Lupinus schwackeanus
- Lupinus seifrizianus
- Lupinus sellowianus
- Lupinus sellulus
- Lupinus semiprostratus
- Lupinus semperflorens
- Lupinus sericatus
- Lupinus sericens
- Lupinus sericeus
- Lupinus setifolius
- Lupinus shockleyi
- Lupinus sierrae-blancae
- Lupinus simonsianus
- Lupinus simulans
- Lupinus sitgreavesii
- Lupinus smithianus
- Lupinus somalensis
- Lupinus soratensis
- Lupinus sparsiflorus
- Lupinus spectabilis
- Lupinus splendens
- Lupinus spragueanus
- Lupinus staffordiae
- Lupinus stipulatus
- Lupinus stiversii
- Lupinus subacaulis
- Lupinus subcarnosus
- Lupinus subcuneatus
- Lupinus subhamatus
- Lupinus subinflatus
- Lupinus sublanatus
- Lupinus submontanus
- Lupinus subsessilis
- Lupinus subvexus
- Lupinus succulentus
- Lupinus sufferrugineus
- Lupinus suksdorfii
- Lupinus sulphureus
- Lupinus surcoensis
- Lupinus syriggedes
- Lupinus tacitus
- Lupinus tarapacensis
- Lupinus tarijensis
- Lupinus tarmaensis
- Lupinus tatei
- Lupinus tauris
- Lupinus tayacajensis
- Lupinus tegeticulatus
- Lupinus texensis
- Lupinus tidestromii
- Lupinus tolimensis
- Lupinus tomentosus
- Lupinus tominensis
- Lupinus toratensis
- Lupinus tracyi
- Lupinus triananus
- Lupinus truncatus
- Lupinus ulbrichianus
- Lupinus uleanus
- Lupinus uncialis
- Lupinus uncinatus
- Lupinus urubambensis
- Lupinus valerioi
- Lupinus vallicola
- Lupinus varicaulis
- Lupinus variicolor
- Lupinus weberbaueri
- Lupinus velutinus
- Lupinus venezuelensis
- Lupinus ventosus
- Lupinus verbasciformis
- Lupinus werdermannianus
- Lupinus verjonensis
- Lupinus vernicius
- Lupinus westianus
- Lupinus viduus
- Lupinus wilkesianus
- Lupinus williamsianus
- Lupinus villosus
- Lupinus visoensis
- Lupinus wyethii
- Lupinus xenophytus
- Lupinus yarushensis
- Lupinus ynesiae

## Bildgalleri

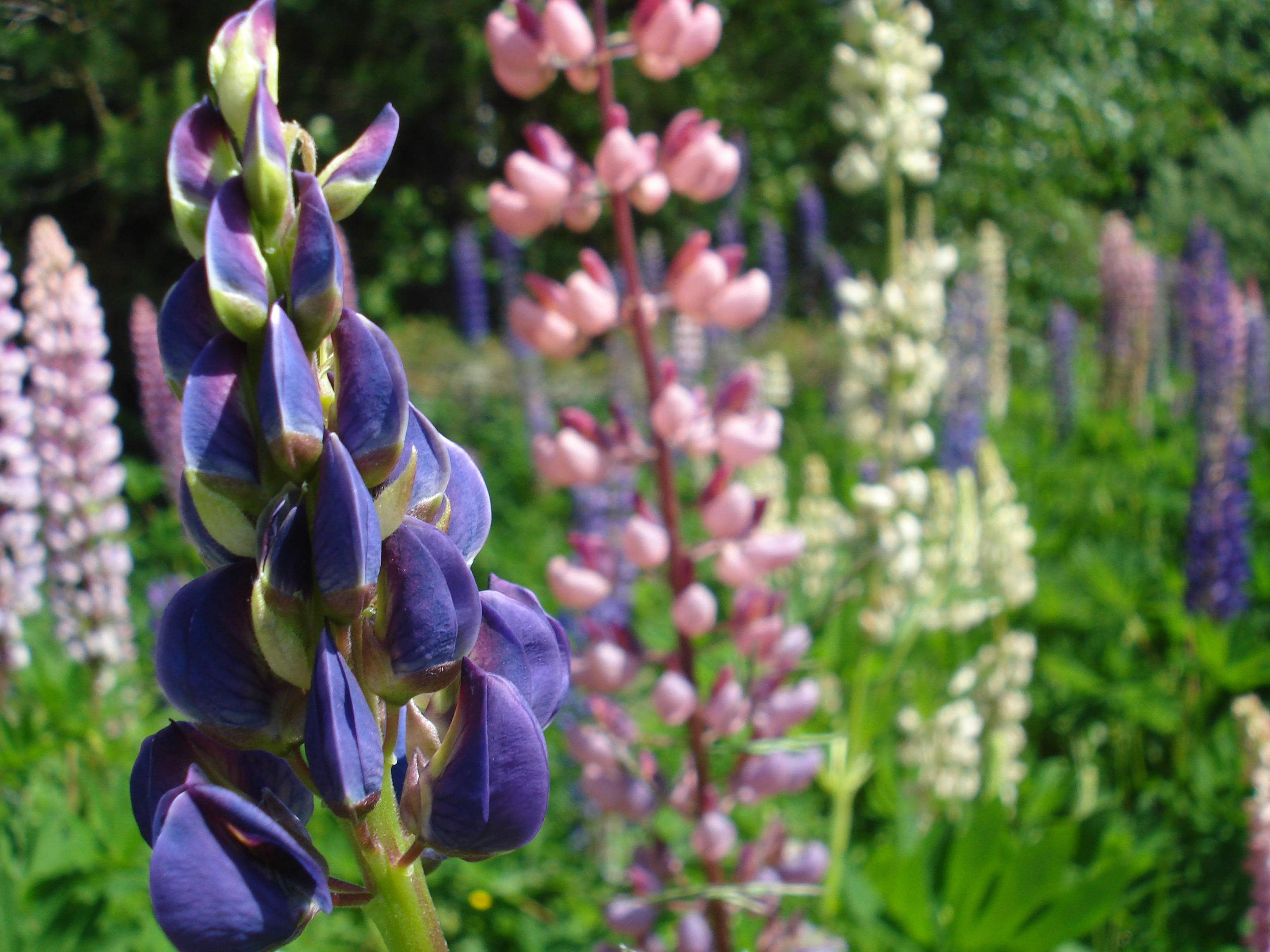
Lupiner på Ornö.
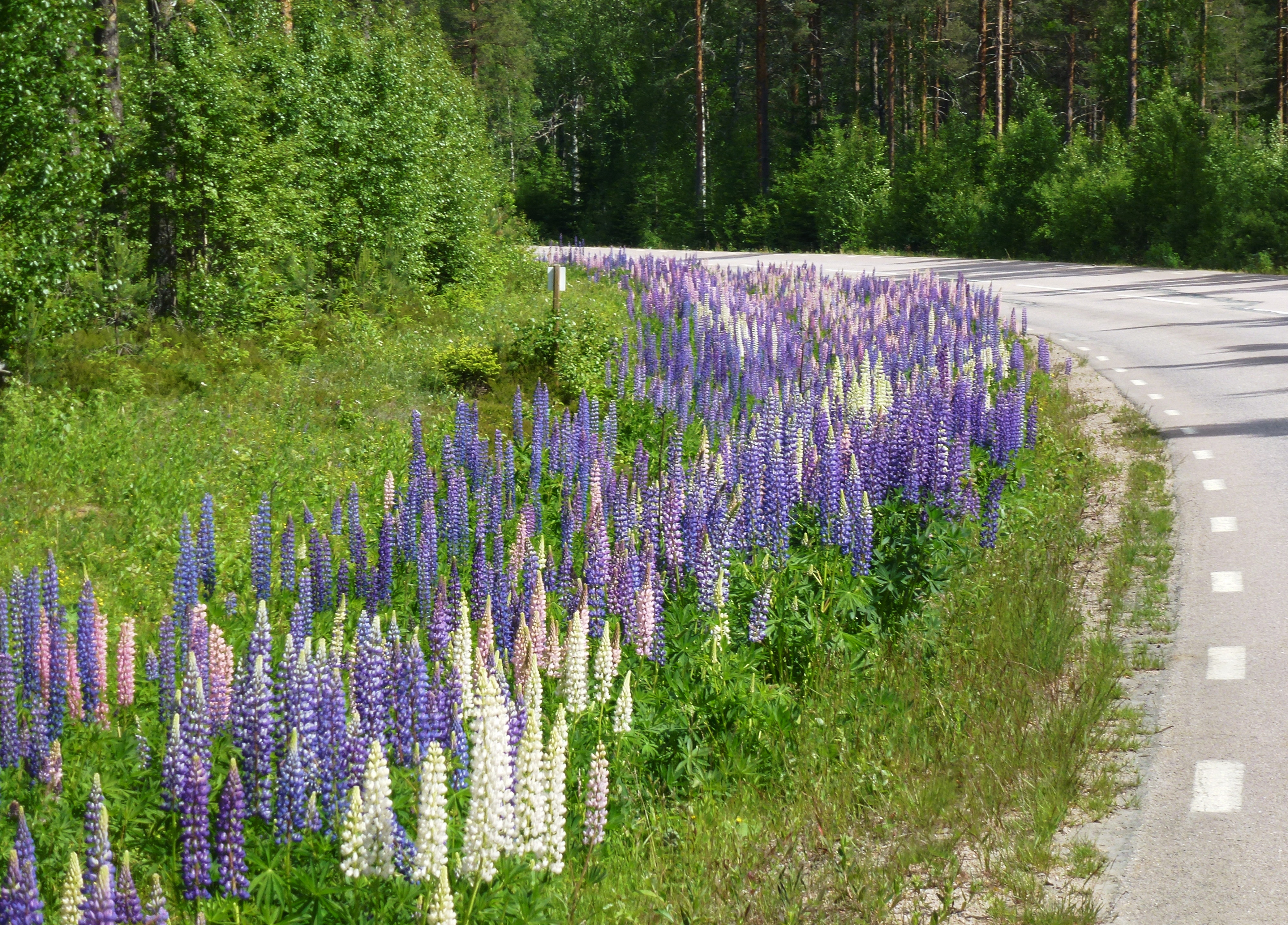
Lupiner vid länsväg 245.
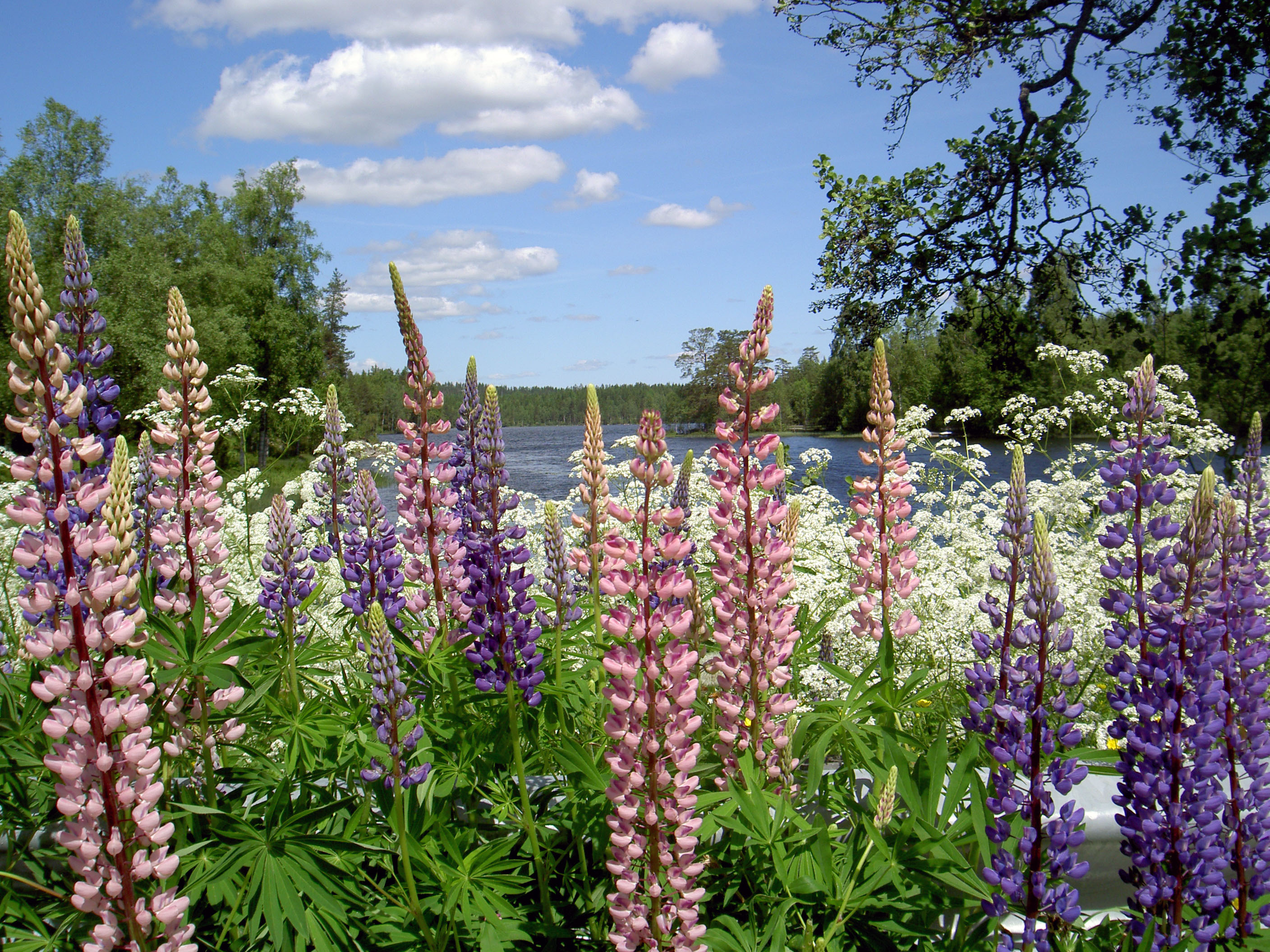
Lupiner vid sjö i Småland
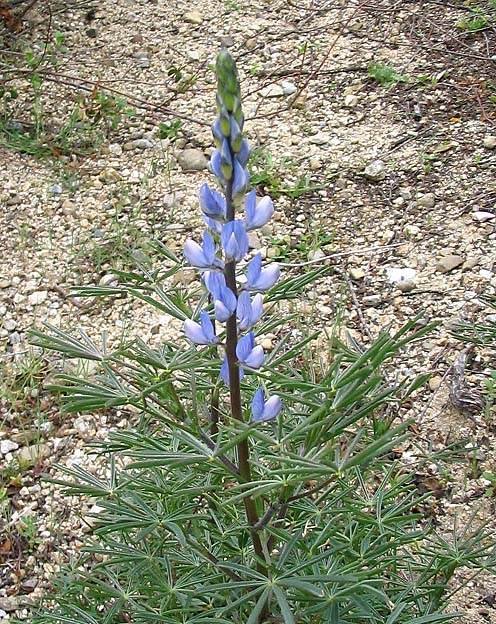
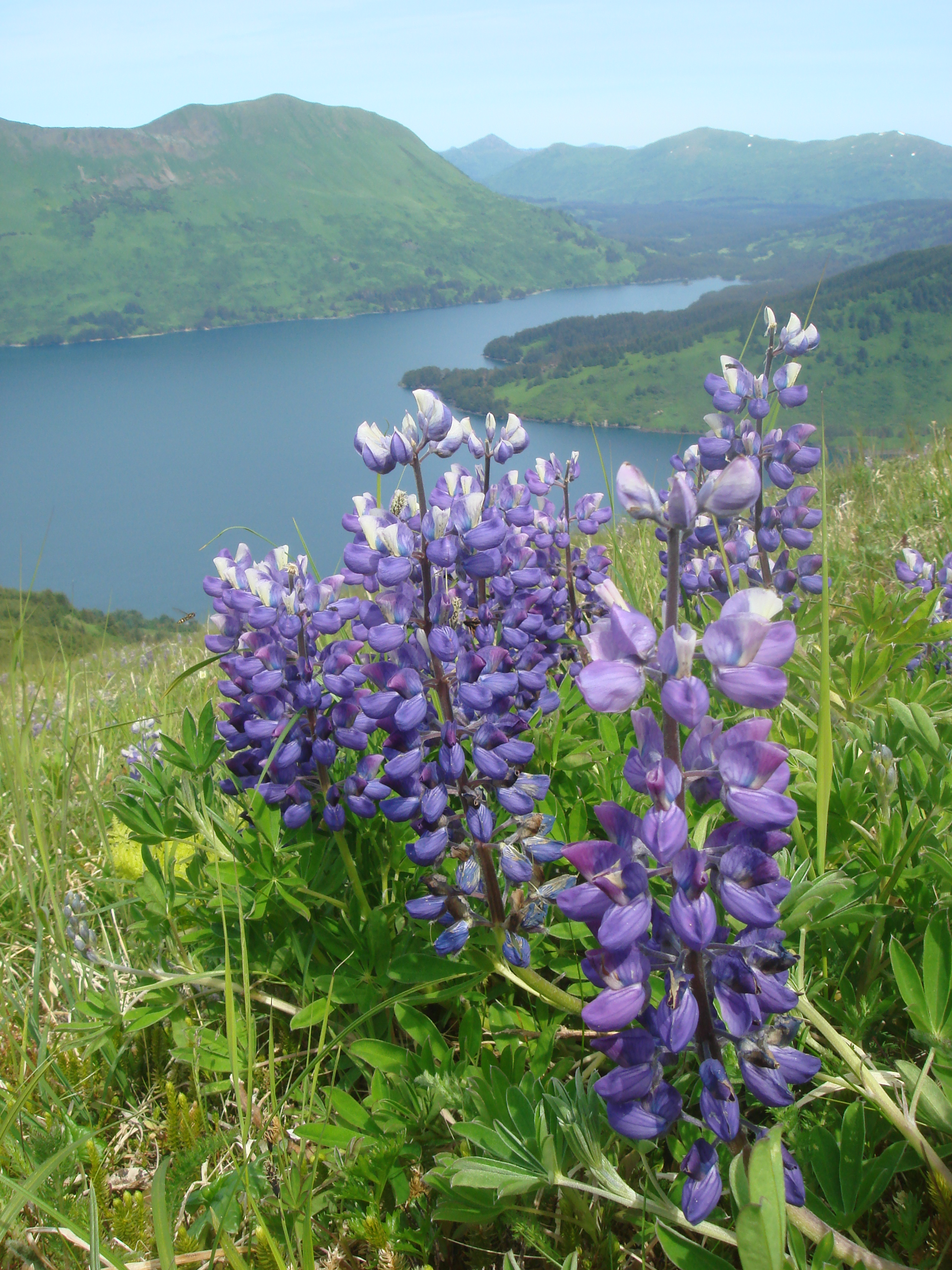
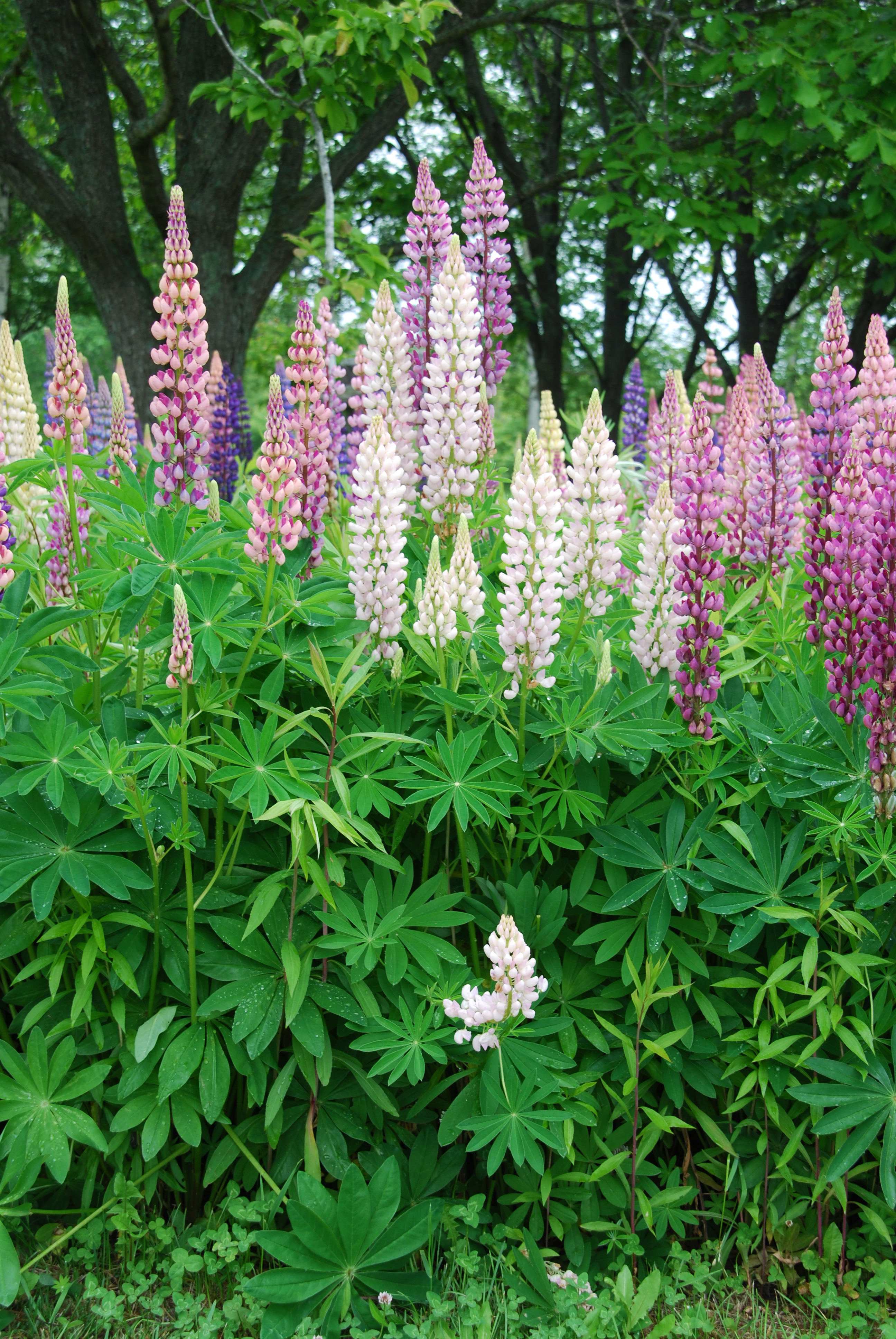
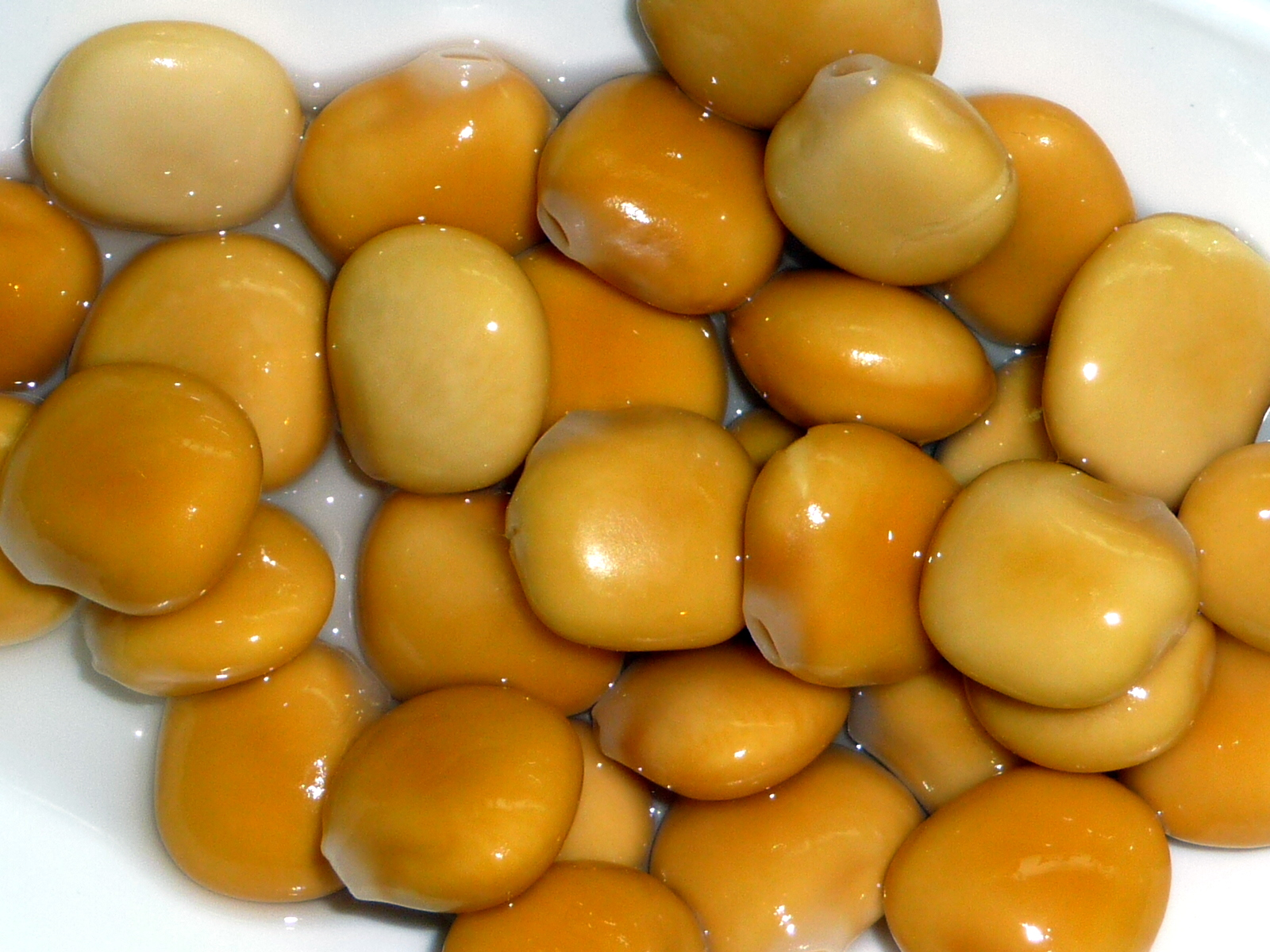